# トキハシゲリ
トキハシゲリ（朱鷺嘴鳧、学名：Ibidorhyncha struthersii）は、チドリ目トキハシゲリ科に分類される鳥類の一種である。本種のみでトキハシゲリ科、トキハシケリ属を形成する。

## 分布
トルキスタン西部から中国西部までのユーラシア大陸の中央部に分布する。
標高1,700 ‐ 4,400 m (5,600 ‐ 14,400 フィート) の川沿いに生息するが、500 m (1,600 フィート)の低地で繁殖した例もある。

## 生態
山地の小河川沿いの土手や、山の尾根の砂利場の地上の窪みに産卵する。通常そのまま産卵するが、窪みの中に小石を敷くこともある。1腹4個の卵を産む。
川底の石の下にくちばしを入れて、昆虫や小魚を探し出して食べる。

## 分類
近縁種は不明。そのため、1種で独立科とされることが多い。
ミヤコドリやソリハシセイタカシギに近いとする説もある。